# Polygonum damrongianum
Polygonum damrongianum är en slideväxtart som beskrevs av Carl Curt Hosseus. Polygonum damrongianum ingår i släktet trampörter, och familjen slideväxter. Inga underarter finns listade i Catalogue of Life.